# Kolvning

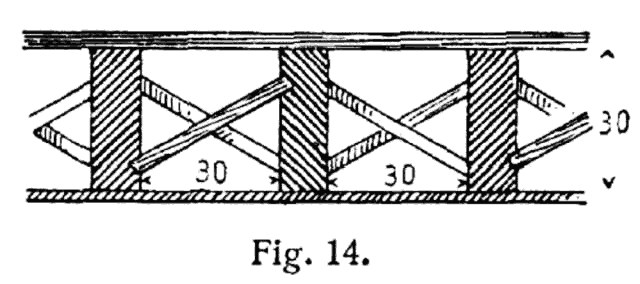
Krysskolvning

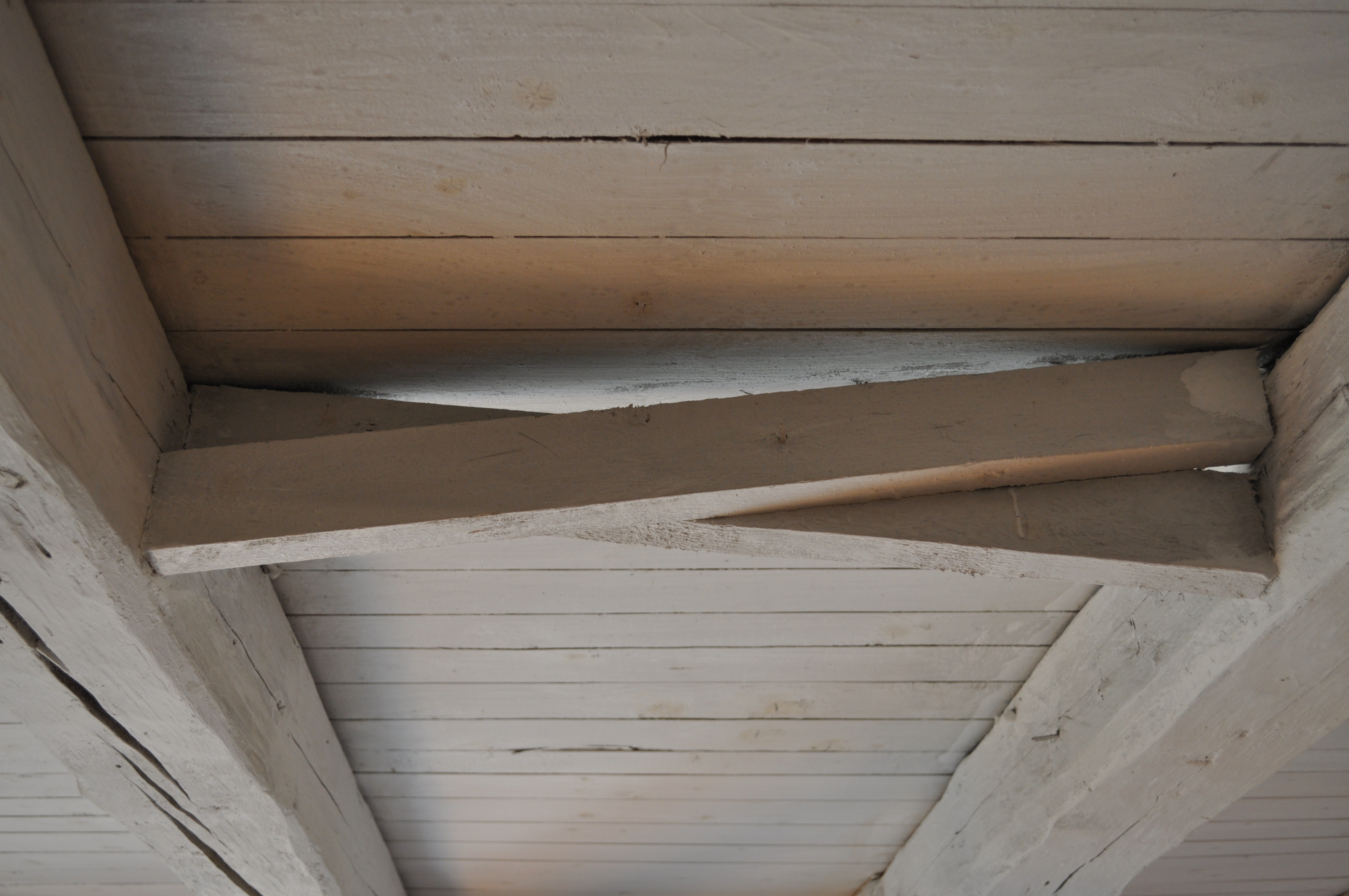
Kolvning i ett äldre öppet bjälklag

Kolvning (krysskolvning) är två reglar monterade i kors mellan två bjälkar i ett golvbjälklag.
Syftet är att sprida lasten till kringliggande bjälkar och därmed öka hållfastheten och minska svikten.